# Distretto di Bowang
Il distretto di Bowang (博望区S, Bówàng QūP) è un distretto della Cina, situato nella provincia dell'Anhui.